# Hérmedes de Cerrato (kommunhuvudort)
Hérmedes de Cerrato är en kommunhuvudort i Spanien.   Den ligger i provinsen Provincia de Palencia och regionen Kastilien och Leon, i den centrala delen av landet, 160 km norr om huvudstaden Madrid. Hérmedes de Cerrato ligger 893 meter över havet och antalet invånare är 123.
Terrängen runt Hérmedes de Cerrato är platt. Runt Hérmedes de Cerrato är det mycket glesbefolkat, med 5 invånare per kvadratkilometer. Närmaste större samhälle är Tórtoles del Esgueva, 12,4 km öster om Hérmedes de Cerrato. Trakten runt Hérmedes de Cerrato består till största delen av jordbruksmark.